# Li, Norge
Li är en tätort i Øygardens kommun i Vestland fylke i västra Norge. Orten ligger vid fylkesväg 5234 på den östra sidan av ön Sotra.
Orten tillhörde tidigare dåvarande Fjells kommun i Hordaland fylke.